# Список умерших в 802 году

## Январь
- 11 января — Павлин Аквилейский, итальянский священник, теолог, поэт и писатель; один из видных деятелей Каролингского возрождения, член Палатинской академии при дворе Карла Великого; Патриарх Аквилейский (c 787); святой католической церкви.

## Дата смерти неизвестна или требует уточнения
- Беортрик, король Уэссекса (786—802).
- Муйредах мак Домнайлл Миди, король Миде (799—802).
- Абу Джафар ар-Руаси, арабский грамматик, легендарный основатель куфийской школы.
- Этельмунд, эрл Хвикке (796(?)—802).